# Russische Badmintonmeisterschaft 2012
Die Russische Badmintonmeisterschaft 2012 fand vom 2. bis zum 5. Februar 2012 in Ramenskoje statt.

## Sieger und Platzierte
| Disziplin    | Gold                                 | Silber                        | Bronze                                      |
| ------------ | ------------------------------------ | ----------------------------- | ------------------------------------------- |
| Herreneinzel | Vladimir Ivanov                      | Ivan Sozonov                  | Nikita Khakimov                             |
| Herreneinzel | Vladimir Ivanov                      | Ivan Sozonov                  | Stanislav Pukhov                            |
| Dameneinzel  | Olga Golovanova                      | Evgeniya Dimova               | Natalia Perminova                           |
| Dameneinzel  | Olga Golovanova                      | Evgeniya Dimova               | Viktoria Slobodnyuk                         |
| Herrendoppel | Sergey Lunev Evgeny Dremin           | Ivan Sozonov Vladimir Ivanov  | Andrej Ashmarin Andrei Ivanov               |
| Herrendoppel | Sergey Lunev Evgeny Dremin           | Ivan Sozonov Vladimir Ivanov  | Alexandr Nikolaenko Vitaliy Durkin          |
| Damendoppel  | Nina Vislova Valeria Sorokina        | Olga Golovanova Tatjana Bibik | Anastasia Chervyakova Anastasia Panyushkina |
| Damendoppel  | Nina Vislova Valeria Sorokina        | Olga Golovanova Tatjana Bibik | Ksenia Polikarpova Romina Gabdullina        |
| Mixed        | Alexandr Nikolaenko Valeria Sorokina | Vitaliy Durkin Nina Vislova   | Andrej Ashmarin Anastasia Panyushkina       |
| Mixed        | Alexandr Nikolaenko Valeria Sorokina | Vitaliy Durkin Nina Vislova   | Sergey Lunev Evgeniya Dimova                |